# 北海道中央労災病院
北海道中央労災病院（ほっかいどうちゅうおうろうさいびょういん）は、北海道岩見沢市にある病院。
塵肺（じん肺）診療を数多く手掛けており、労働者健康福祉機構のじん肺分野における中核病院として研究を推進している。

## 沿革
- 1955年（昭和30年）に産炭地・空知地区のじん肺患者の診療を目的に「岩見沢労災病院」として開設した[4]。
- 1987年（昭和62年）3月30日、旧外来棟を改築する形で鉄筋コンクリート5階建ての1号棟と9階建ての2号棟からなる新館が開業し電子保存カルテやリハビリセンターや中庭温室を設け総合医療機関への転換を行った[5]。
- 2004年（平成16年）、独立行政法人化に伴って労働者健康福祉機構の病院となる。
- 2008年（平成20年）には「特殊法人等整理合理化計画」（平成13年閣議決定）に基づいて岩見沢労災病院を本院、美唄労災病院をせき髄損傷医療に特化した分院として統合。岩見沢労災病院を「北海道中央労災病院」、美唄労災病院を「北海道中央労災病院せき損センター」（現在の「北海道せき損センター」）と改称した[6]。
- 2016年（平成28年）、労働安全衛生総合研究所との統合に伴って労働者健康安全機構の病院となる[6]。
- 2021年（令和3年）、岩見沢市立総合病院と統合する方針を固めた[7]。

## 機関指定
| 救急告示病院（救急指定病院）（南空知地域病院群輪番制病院） | 臨床研修指定病院               |
| 臨床修練指定病院                                           | 北海道がん診療連携指定病院     |
| 結核予防法に基づく医療機関                                 | 健康保険法に基づく保険医療機関 |
| 国民健康保険法に基づく療養取扱い機関                       | 生活保護法に基づく医療機関     |
| 北海道災害救護班派遣協力機関                               |                                |

## 診療科等
診療科
- 内科
- じん肺内科
- 循環器科
- 外科
- 血管外科
- 整形外科
- 泌尿器科
- 眼科
- 耳鼻咽喉科
- リハビリテーション科
- 病理診断科
- 麻酔科
- 歯科口腔外科

専門外来
- 総合内科外来
- 消化器内科外来
- 糖尿病外来
- 甲状腺外来
- 禁煙外来
- じん肺外来
- 緩和ケア外来
- 乳腺外来
- ストーマ外来
- 血管・振動病外来
- 呼吸器外科外来
- 心臓リハビリテーション外来

専門センター
- 健康診断センター
- 振動障害センター
- 勤労者呼吸器病センター
- 口腔医療センター
- 勤労者医療総合センター
  - 職業性呼吸器疾患センター
  - 勤労者予防医療センター
  - 地域医療連携室
- アスベスト疾患センター
- 心不全・心臓病リハビリテーションセンター

部門
- 薬剤部
- 看護部
- 中央放射線部
- エコー室
- 中央検査部
- 栄養管理室

## 施設認定
| 北海道大学病院「連携講座」施設               | 日本呼吸器学会認定施設                         |
| 日本呼吸器内視鏡学会認定施設                 | 日本呼吸器外科学会指導医制度認定施設           |
| 日本呼吸器外科学会専門医制度認定施設         | 日本内科学会認定制度教育関連特殊施設           |
| 日本消化器病学会関連施設                     | 日本消化器病学会専門医制度認定施設             |
| 日本消化器内視鏡学会指導施設                 | 日本循環器学会認定循環器専門医研修施設         |
| 日本外科学会認定医制度修練施設               | 日本外科学会専門医制度修練施設                 |
| 日本がん治療認定医機構認定研修施設           | 呼吸器外科専門医合同委員会認定修練施設関連施設 |
| 日本整形外科学会認定研修施設                 | 日本口腔外科学会専門医制度研修機関             |
| 日本病理学会研修登録施設                     | 日本老年医学会認定施設                         |
| 麻酔科認定病院（日本麻酔科学会麻酔指導病院） |                                                |

## アクセス・駐車場
水明公園に隣接している。
- 北海道中央バス（岩見沢営業所）
  - 「労災病院正門」バス停下車 徒歩1分
  - 「労災病院前」バス停下車 徒歩2分
  - 「労災病院通り」バス停下車 徒歩5分
- 駐車場：260台